# Giuseppe Acerbi
Giuseppe Acerbi (3 de maio de  1773, Castel Goffredo, Mantua - 25 de agosto de 1846, Castel Goffredo) foi um explorador, naturalista, arqueólogo, diplomata e proprietário de terras italiano .

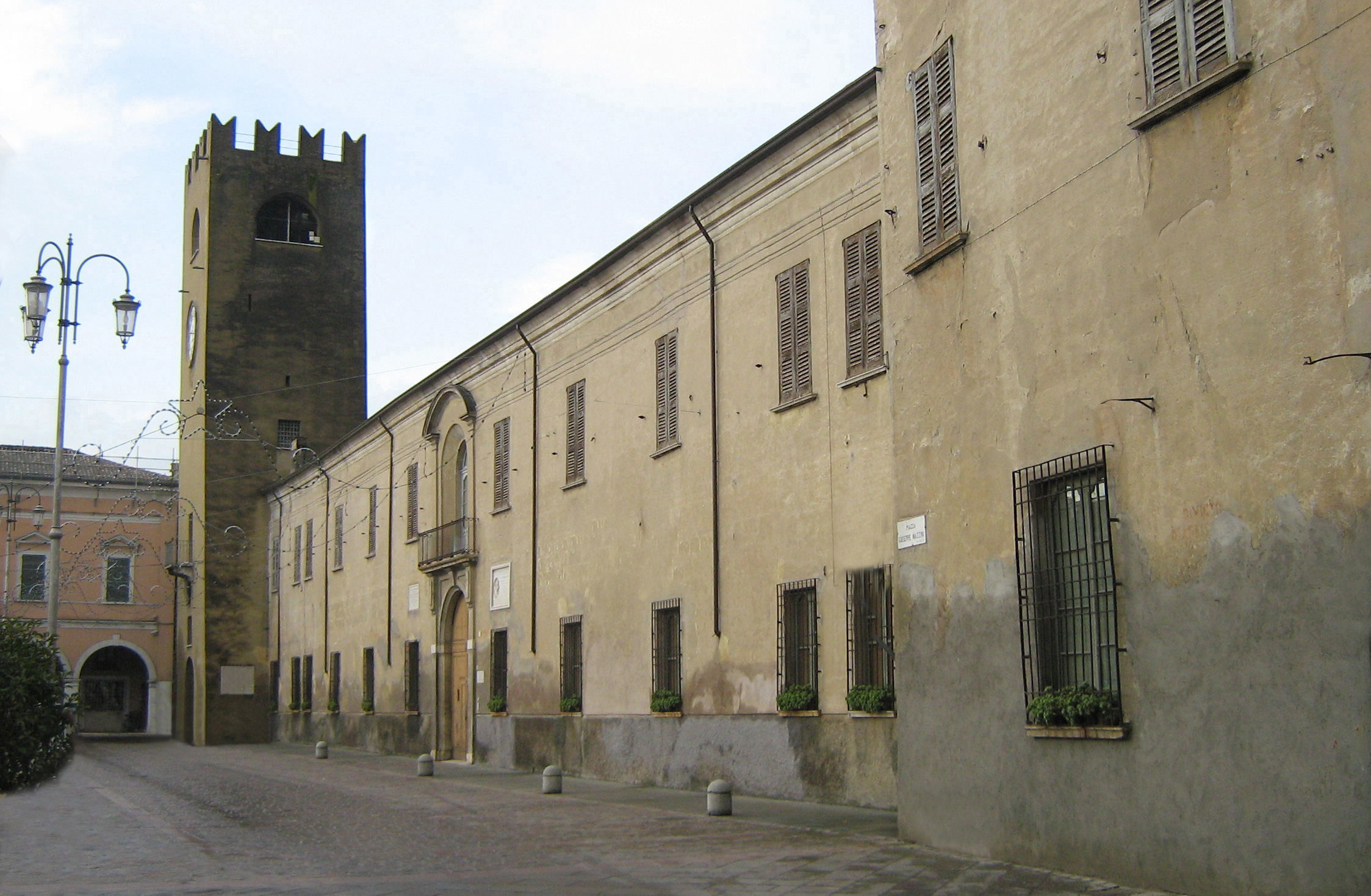
Castel Goffredo, Palacio Gonzaga-Acerbi

## Algumas publicações
- Travels through Sweden, Finland and Lapland, to the North Cape in the years 1798 and 1799, Londres, 1802
- Delle viti italiane o sia materiali per servire alla classificazione, Milão, 1825
- Viaggio al Capo Nord fatto l'anno 1799, compendiato e per la prima volta pubblicato in Italia da Giuseppe Belloni antico militare italiano, Milão, 1832
- Viaggio a Roma e a Napoli, 1834
- Il Giornale di Vienna di Giuseppe Acerbi: settembre-dicembre 1814, Milão, 1972